# Districte de Nacarôa
El districte de Nacarôa és un districte de Moçambic, situat a la província de Nampula. Té una superfície de 2.793 kilòmetres quadrats. En 2007 comptava amb una població de 106.887 habitants. Limita al nord amb el districte d'Eráti, al sud-oest amb el districte de Muecate, al sud-est amb el districte de Monapo i a l'est amb els districtes de Nacala-a-Velha i Memba.

## Divisió administrativa
El districte està dividit en dos postos administrativos (Intete, Nacarôa i Saua-Saua), compostos per les següents localitats:
- Posto Administrativo de Intete:
  - Intete
- Posto Administrativo de Nacarôa:
  - Nacarôa
  - Naputha
- Posto Administrativo de Saua-Saua:
  - Muchico
  - Saua-Saua